# Людские потери во Второй чеченской войне
Вторая чеченская война, начавшаяся в 1999 году, сопровождалась большими людскими жертвами среди военнослужащих федеральной группировки войск, активистов чеченских вооружённых формирований и мирных жителей республики. Несмотря на то, что о прекращении контртеррористической операции в Чечне было официально заявлено после взятия Шатоя 29 февраля 2000 года, военные действия продолжались и после этой даты, приводя к новым жертвам.

## Потери федеральных сил
Война изначально проводилась под лозунгом минимальных потерь, и до штурма Грозного число потерь было относительно невелико. Согласно официальным данным, с 1 октября 1999 года по 23 декабря 2002 года общие потери федеральных сил (всех силовых структур) в Чечне составили 4572 человека убитыми и 15 549 ранеными.
Однако, в их число не включены потери в ходе боевых действий в Дагестане (август—сентябрь 1999 года), насчитывавшие 280 человек убитыми и 987 ранеными. После декабря 2002 года в большинстве случаев публиковалась только статистика потерь Министерства обороны, хотя потери имелись и у МВД России.
Потери военнослужащих Министерства обороны к сентябрю 2008 года составили 3684 человека погибшими. Также известно, что к августу 2003 года погибло 1055 военнослужащих внутренних войск, а ФСБ по состоянию на 2002 год потеряла 202 человек убитыми. В апреле 2010 года министр внутренних дел России Рашид Нургалиев сообщил, что за десять лет в Чечне погибли 2178 сотрудников органов внутренних дел. Таким образом, если просуммировать вышеуказанные цифры, то итоговые потери российских силовых ведомств (МО, МВД, ФСБ) в Чечне составляют более 6000 человек погибшими.
В июне 2010 главком внутренних войск МВД Николай Рогожкин впервые озвучил официальные цифры потерь российских внутренних войск в ходе первой и второй войн в Чечне. По его данным, всего за время боевых действий погибли 2 тысячи 984 человека, ещё 9 тысяч получили ранения.
Ниже приведены известные данные о безвозвратных потерях по годам. Например, 547+12 — это 547 погибших (боевые и небоевые потери) и 12 пропавших без вести.
| Год  | МО            | ВВ МВД     |
| ---- | ------------- | ---------- |
| 1999 | 547+12        |            |
| 2000 | 1297+13       |            |
| 2001 | 502+2         |            |
| 2002 | 463 или 485   |            |
| 2003 | 263 или 299+1 |            |
| 2004 | 174 или 162   | 84 или 118 |
| 2005 | 105 или 103+4 | 47 или 48  |
| 2006 | 57            |            |
| 2007 | 54            |            |
| 2008 | 12 (к июню)   |            |
| 2009 |               |            |

## Потери чеченских боевиков
По данным федеральной стороны, на 31 декабря 2000 года потери боевиков составляли более 10 800 человек. В июле 2002 года сообщалось о 13 517 уничтоженных боевиках. По другим же данным, на начало 2001 года было уничтожено более 15 000 боевиков.
Командование боевиков оценивало понесённые с сентября 1999 по середину апреля 2000 года (период наиболее интенсивных боевых действий) потери в 1300 погибших и 1500 раненых. В интервью, данном в 2005 году журналисту Андрею Бабицкому, Шамиль Басаев заявил о 3600 убитых со стороны боевиков за период 1999—2005 гг.

## Потери мирного населения
По официальным российским данным, к февралю 2001 года в ходе боевых действий погибло около 1000 мирных жителей.
В книге С. В. Рязанцева «Демографический и миграционный портрет Северного Кавказа» (2003) высказывается предположение, что потери мирного населения к этому времени, скорее всего, не превышали 5-6 тысяч человек убитыми и 1-2 тысяч ранеными.
По оценке международной неправительственной организации «Международная амнистия» (2007), в войне погибло до 25 тысяч мирных жителей.